# Mèo ri
Mèo ri (Felis chaus), còn được gọi là mèo sậy hay mèo đầm lầy, (tiếng Anh: jungle cat, reed cat hay swamp cat) là một loài mèo cỡ trung bình thuộc Chi Mèo (Felis) trong Họ Mèo. Loài này có nguồn gốc từ Trung Đông Á, Nam Á, Đông Nam Á và miền nam Trung Quốc. Chúng sinh sống ở những vùng đất ngập nước như đầm lầy, vùng duyên hải và ven sông với thảm thực vật dày đặc. Chúng được đánh giá là ít quan tâm trong danh sách đỏ IUCN, và chủ yếu bị đe dọa bởi sự phá hủy các vùng đất ngập nước, bị mắc bẫy và ngộ độc. Loài này được mô tả bởi Schreber vào năm 1777.

## Phân bố
Mèo ri có mặt ở Ai Cập, Tây Á, Trung Á, Nam Á, và Đông Nam Á.

## Phân loài
Các phân loài sau đã được công nhận:
- Felis chaus affinis (Gray, 1830) phân bố ở vùng Himalaya;
- Felis chaus kutas (Pearson, 1832) phân bố ở bắc Pakistan;
- Felis chaus furax (de Winton, 1898) phân bố ở Israel và Iraq;
- Felis chaus nilotica (de Winton, 1898) phân bố ở thung lũng sông Nile thuộc Ai Cập;
- Felis chaus fulvidina (Thomas, 1929) phân bố ở Đông Nam Á lục địa;
- Felis chaus maimanah (Zukowsky, 1915) phân bố ở đông bắc Jordan, đông Iraq dọc Lưỡng Hà, Iran, Liban, Syria và Thổ Nhĩ Kỳ;[4]
- Felis chaus prateri (Pocock, 1939) phân bố ở sa mạc Thar phía tây Ấn Độ và đông Pakistan;
- Felis chaus kelaarti (Pocock, 1939) phân bố ở Sri Lanka;
- Felis chaus oxiana (Heptner, 1969) phân bố ở Syr Darya và Amu Darya thuộc Trung Á.

## Hình ảnh

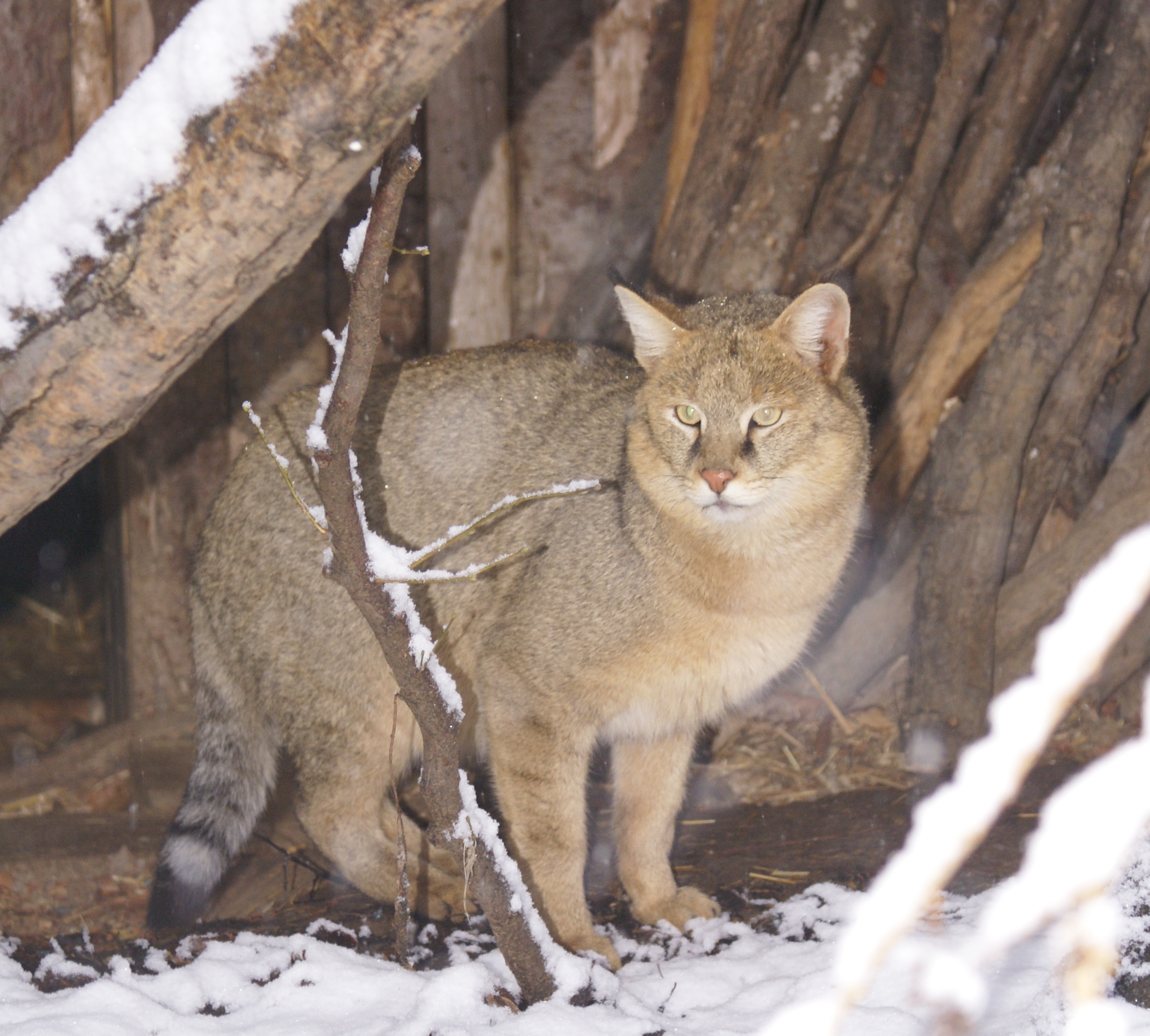
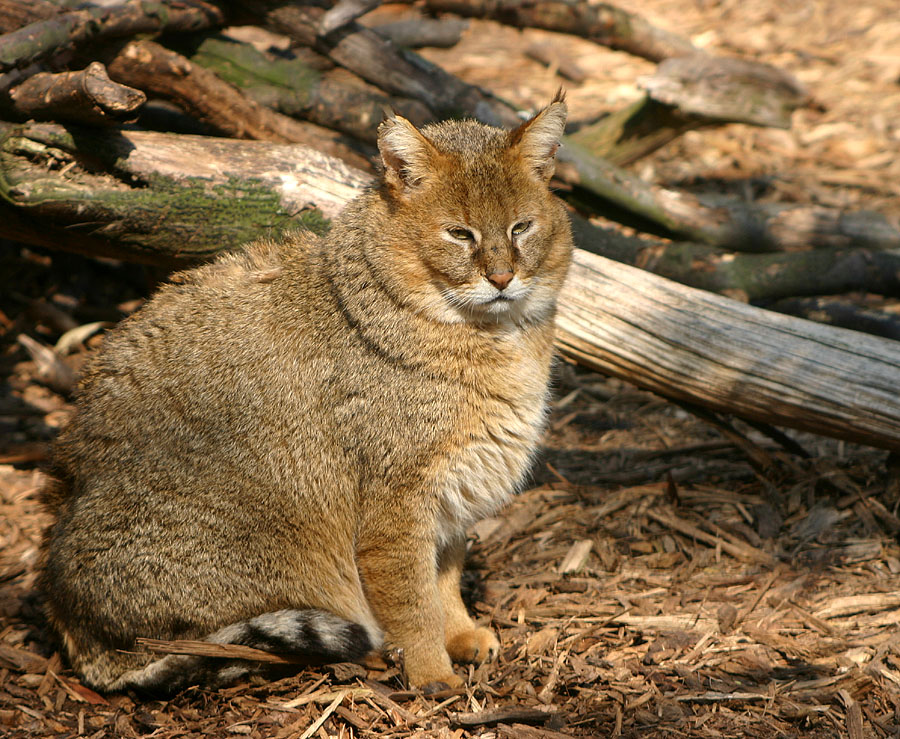
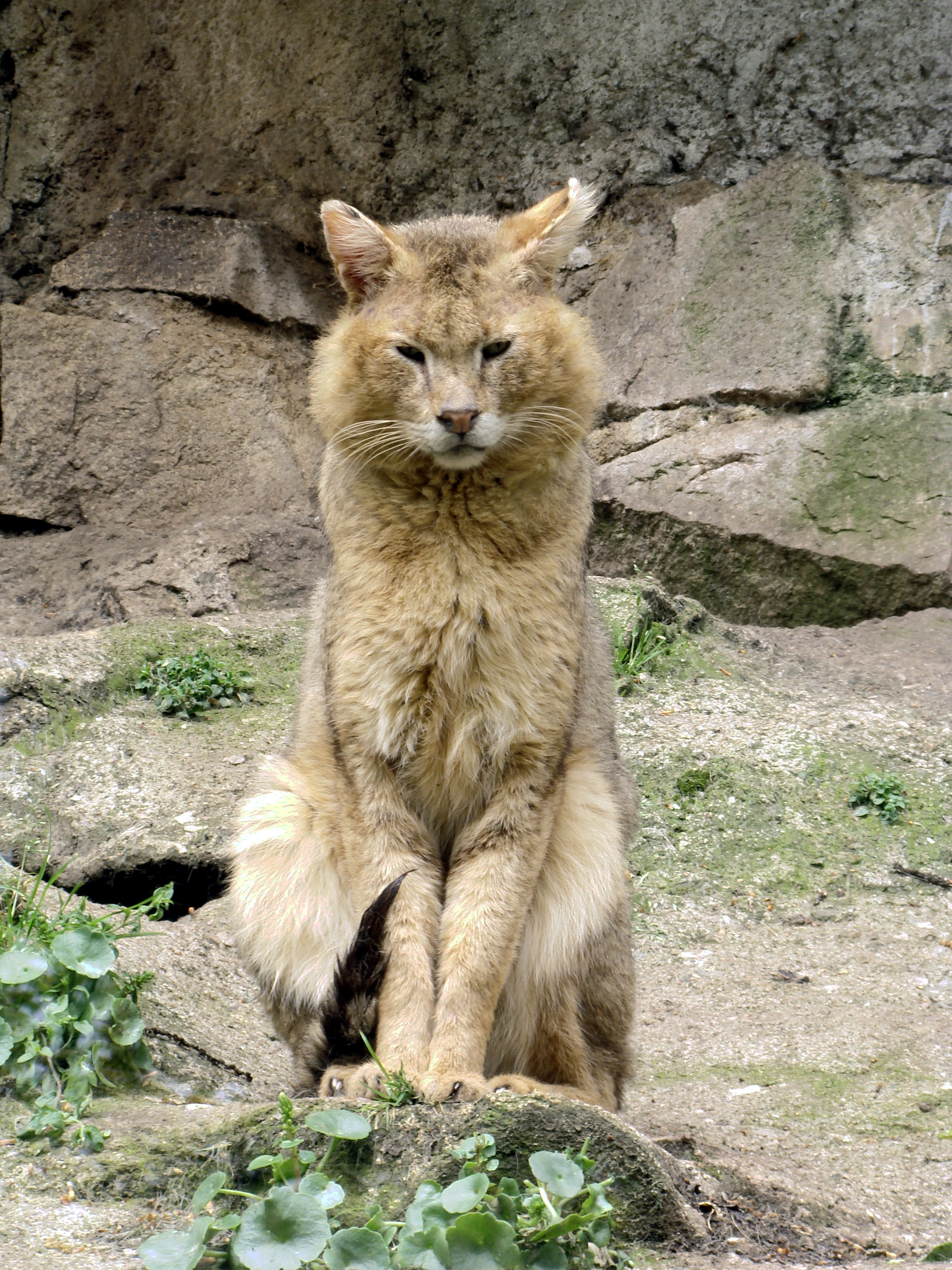
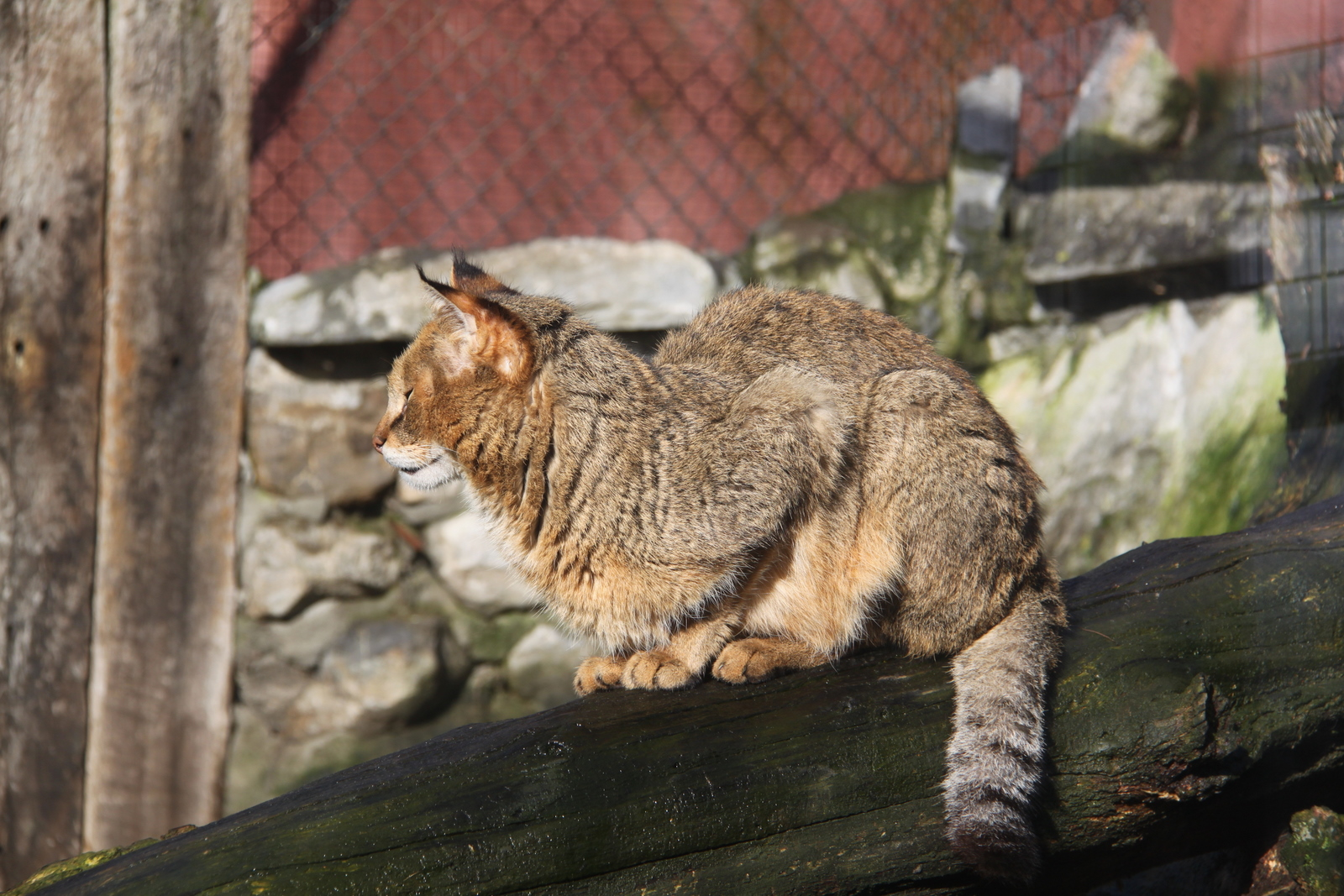
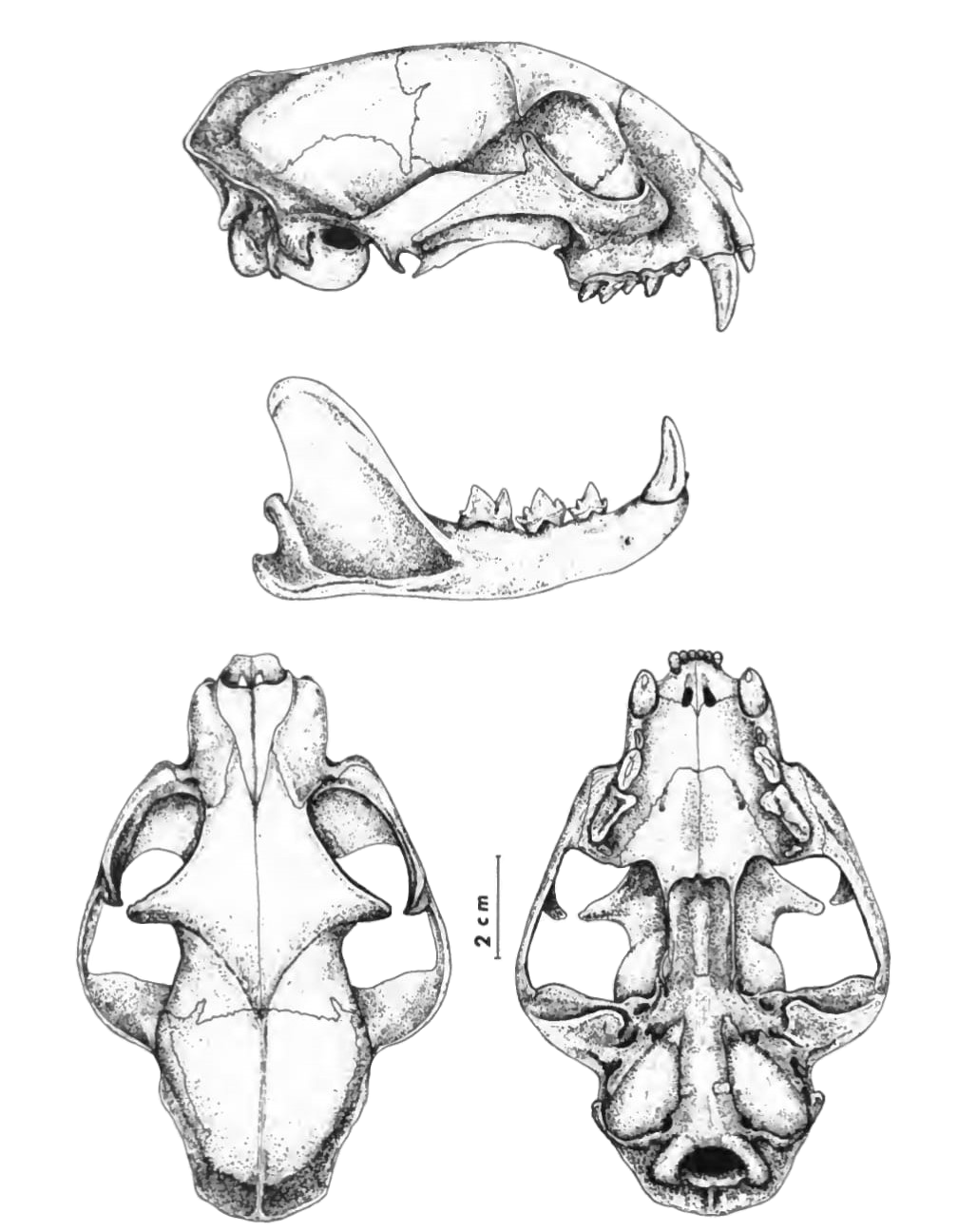